# As Quatro Chaves Mágicas
As Quatro Chaves Mágicas é um filme brasileiro de 1971, dos gêneros aventura e fantasia, dirigido por Alberto Salvá. O filme é uma recriação do conto de fadas João e Maria, dos Irmãos Grimm. Trilha musical de Tráfego Livre (depois conhecido como Nova Brazuca) 

## Elenco
- Dita Côrte-Real - Maria
- Lula - João
- Isabella Cerqueira Campos - Astarte, a bruxa
- Daniel Filho - Paulo, o irmão (participação especial)
- Milton Gonçalves - ladrão 1
- Emiliano Queiroz - ladrão 2
- Dorinha Duval - Teresa, a irmã (participação especial)
- Abel Pêra - avô
- Wilson Grey - ladrão 3
- Meio Quilo - Arode, o anão
- Kazuo Kon - Tetzuro, o japonês viajante

## Sinopse
Triste com a morte do avô, Maria sai de férias com o amigo João a bordo de um jipe. Depois de serem ameaçados por três ladrões e ajudados por um japonês viajante que abre os olhos de ambos para os mistérios do amor, a dupla se perde na floresta e vão parar na casa de uma mulher estranha, que se revela a poderosa bruxa Astarte. Percebendo o perigo que correm, Maria pede auxílio aos seres da floresta que ensinam para ela os segredos das quatro chaves mágicas: terra, ar, fogo e água. Com esses ensinamentos, Maria parte para o confronto final contra Astarte.

## Premiação[1]
- Prêmio Coruja de Ouro, 1971, do INC - Instituto Nacional de Cinema, de Melhor Roteiro e de Melhor Atriz Coadjuvante para Isabella
- Prêmio Air France, 1971, RJ e Prêmio Especial para Alberto Salvá
- Melhor Filme no Festivalzinho de Brasília